# Azul Cargo
Azul Cargo es una compañía aérea de carga perteneciente a Azul Linhas Aéreas Brasileiras, transformando el espacio vacío de sus vuelos de pasajeros en espacio útil para el transporte de pequeñas mercancías.

## La Empresa
Azul Cargo surgió con la idea de hacer entregas de pequeñas mercancías, con servicio VIP y entrega a domicilio. Utilizando los horarios de sus vuelos de pasajeros, Azul Cargo fue creada con la intención de aportar un servicio rápido y regular de mercancías.
Con su hub en Campinas la compañía pretende expandir sus áreas de actuación, con terminales de carga propias en cada aeropuerto en que tenga presencia.
Junto a la red de vuelos de Azul Linhas Aéreas Brasileiras, le permite alcanzar diversos destinos de manera directa o con una escala (en Campinas).

## Servicios Vips

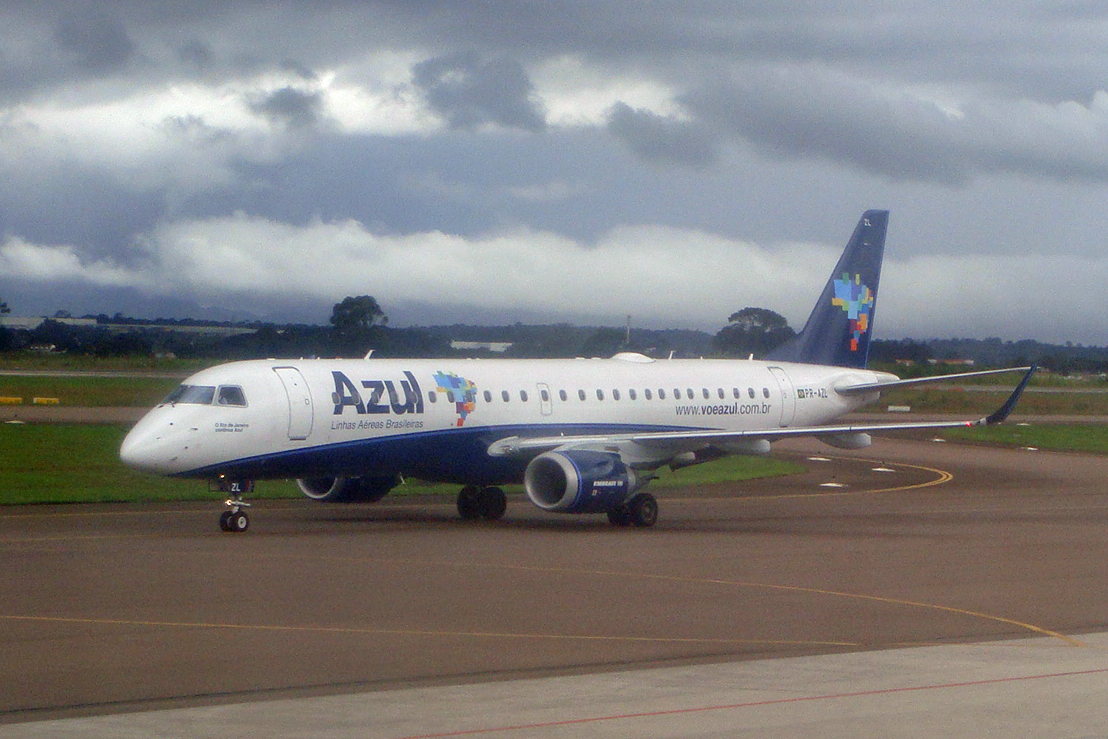
Embraer 190 de la compañía.

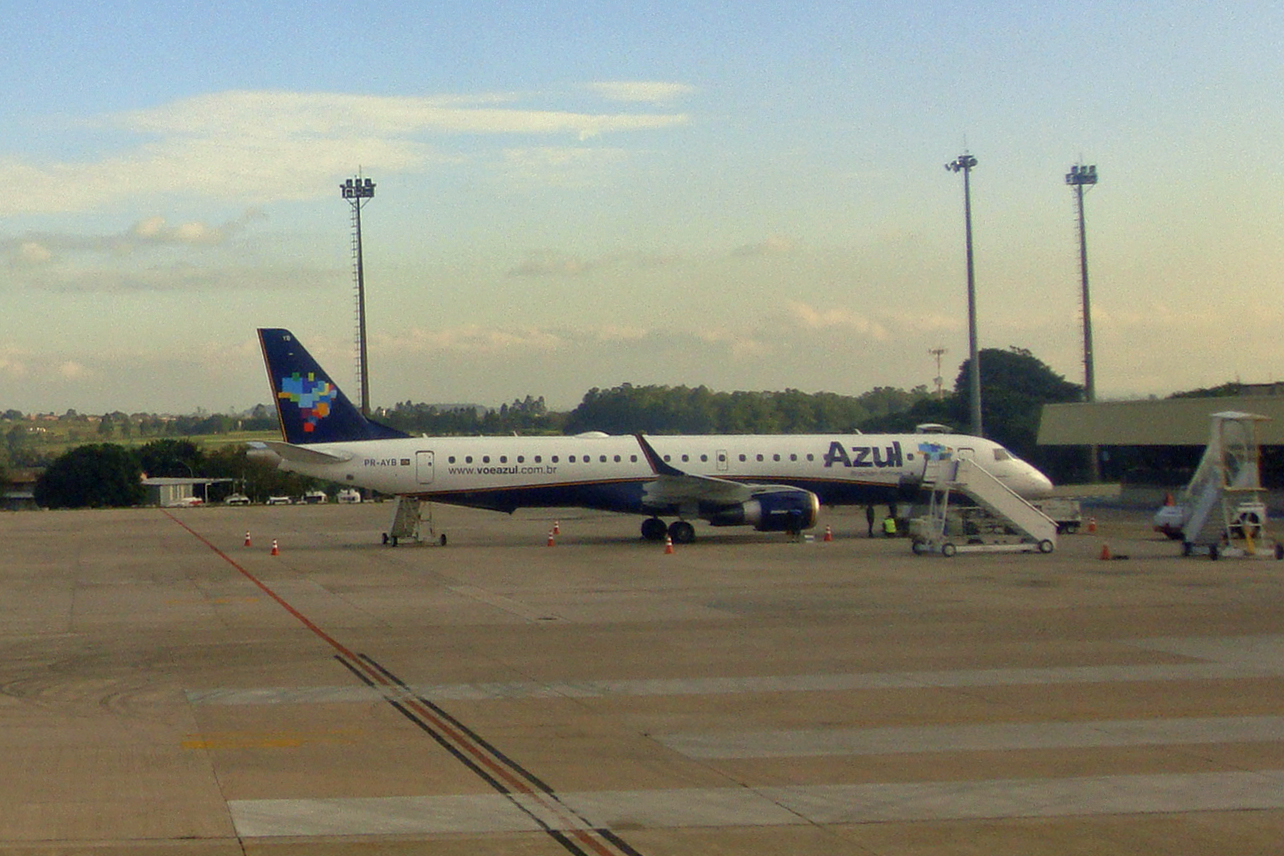
Embraer 190 en Campinas.

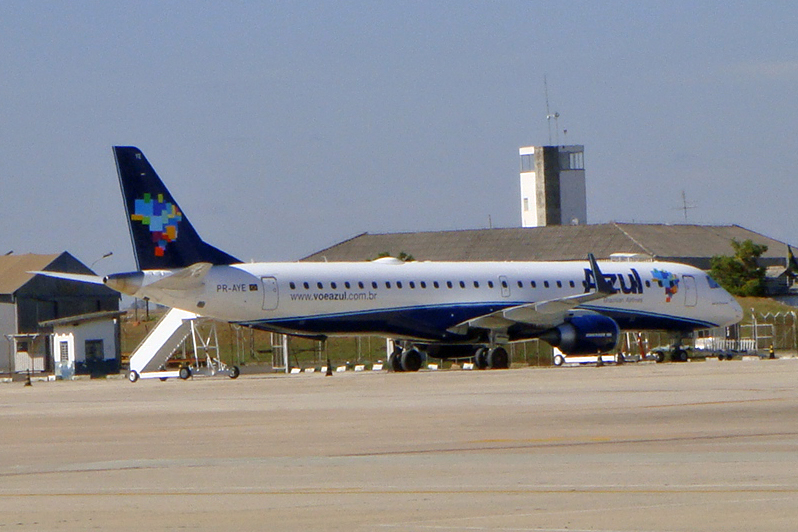
Embraer 195 de la compañía.

### Azul Cargo 2 horas
- Azul Cargo 2 horas es el servicio VIP en que Azul Cargo tiene como prioridad la recogida de mercancías urgentes en las Terminales de Carga Azul Cargo del aeropuerto de origen, hasta 2 horas antes de la salida del vuelo;
- Retirada de la carga y despacho en hasta 2 horas en el aeropuerto de destino.

### Azul Cargo Amanhã
El servicio Azul Cargo Amanhã responde a las siguientes características:
- Disponibilidad de la mercancía en la Terminal de Carga Azul Cargo del aeropuerto de destino en 24 horas, contado a partir del despacho en el aeropuerto de origen.

## Aeronaves
Azul Cargo posee aeronaves del modelo Embraer 190 y 195, pudiendo cada uno transportar hasta 500 kg de carga.
Las cantidades enviadas son de hasta un máximo de 30 kg, posibilitando así un manejo más rápido y fluido de las mismas.

## Destinos
Brasil
- Campinas (CPQ) hub
- Salvador (SSA)
- Fortaleza (FOR)
- Recife (REC)

### Destinos Planeados
Brasil
- Belo Horizonte (CNF)
- Curitiba (CWB)
- Porto Alegre (POA)
- Manaus (MAO)
- Navegantes (NVT)
- Maringá (MGF)